# Daewoo LeMans
O  Daewoo LeMans é um carro compacto (Segmento C) da produzido pela Daewoo na Coreia do Sul entre 1986 a 1994 e entre 1994 e 1997 como Daewoo Cielo - mecanicamente idêntico ao LeMans, somente com modificações estéticas. Como todos os carros da Daewoo da época, o LeMans teve bases em um design da Opel, no caso do LeMans, ele compartilhava a mesma plataforma (Plataforma T) do Opel Kadett E (que foi fabricado no Brasil de 1989 a 1998 como Chevrolet Kadett), na qual o LeMans era básicamente um Badge Engineering do Kadett, já o Cielo era diferente, com uma reestilização própria.
Em mercados fora da Coreia do Sul, o LeMans foi vendido como Asüna GT, Asüna SE, Daewoo 1.5i, Daewoo Fantasy, Daewoo Pointer, Daewoo Racer, Passport Optima e Pontiac LeMans. O nome LeMans não foi utilizado no modelo reestilizado. A versão hatchback de cinco portas foi exportado para a Europa como Daewoo Nexia com o nome Daewoo Racer sendo utilizado várias vezes em modelos do LeMans. O noem Daewoo Heaven também foi utilizado.

O Cielo foi substituído pelo Daewoo Lanos e pelo Daewoo Nubira em 1997 exceto na Rússia, onde a produção durou até 1998, e no Uzbequistão, onde a produção durou até 2016. No Uzbequistão, a fabricante local UzDaewoo Motors (que depois foi renomeada como GM Uzbekistan e, logo depois, como UzAuto Motors) produziu somente o Daewoo Nexia. 

## Primeira Geração (LeMans; 1986)
O LeMans original foi disponibilizado como hatch de três portas e sedã de quatro portas quando foi lançado em julho de 1986. O LeMans havia sido um dos primeiros modelos com projeto aerodinâmico a ser vendido na Coreia do Sul, bem como um dos primeiros a receber um painel eletrônico. O design do hatch era sutilmente diferente dos modelo alemães.
A versão hatch de cinco portas ficou conhecida na Coreia do Sul como Daewoo LeMans Penta5, enquanto o hatch de três portas era nomeado como Daewoo Racer e somente o sedã ficou conhecido como LeMans. Os carros coreanos receberam um motor 1.5 (gerando 89 cv (65 kW)), devido a impostos maiores em motores de maior cilindrada. Em outubro de 1991, o LeMans recebeu uma reestilização, com modificações na frente e na lanternas traseiras maiores. Em sua primeira versão, a produção terminou em 1997, tendo sido produzido mais de 1 milhão de unidades. Ele também foi vendido na Austrália como Daewoo 1.5i, tanto na versão hatch quanto na versão sedã.

### Pontiac LeMans
As vendas do LeMans na América do Norte iniciou em meados de 1987, sendo vendido como Pontiac LeMans como seu modelo mais compacto nos Estados Unidos (também revivendo o nome LeMans). O modelo era era disponibilizado como hatch três portas e sedã quatro portas. O LeMans também foi vendido no Canadá pela Passport International, uma divisão da General Motors, como Passport Optima. A versão reestilizada de 1991, foi vendida pela Pontiac e pela Asüna como Asüna GT/SE, substituindo o Passport Optima. Na América do Norte, a má qualidade de construção danificou as vendas e o Pontiac LeMans (e também o Asüna GT/SE) foi descontinuado em 1993, sem um substituto.
O Pontiac LeMans também foi vendido na Nova Zelândia desde 1989, sendo o primeiro carro da Pontiac a ser vendido na Nova Zelândia desde o Pontiac Laurentian nos anos 60.

### Motores
| Modelo       | Anos      | Especificações              | Potência       |
| ------------ | --------- | --------------------------- | -------------- |
| Daewoo A15MF | 1986-1994 | 1.498cc (1.5 L) I4 16v DOHC | 89 cv (65 kW)  |
| Daewoo G16SF | 1986-1994 | 1.598cc (1.6 L) I4 8v SOHC  | 93 cv (68 kW)  |
| Daewoo C20LZ | 1986-1994 | 1.998cc (2.0 L) I4 8v SOHC  | 102 cv (74 kW) |

### Galeria

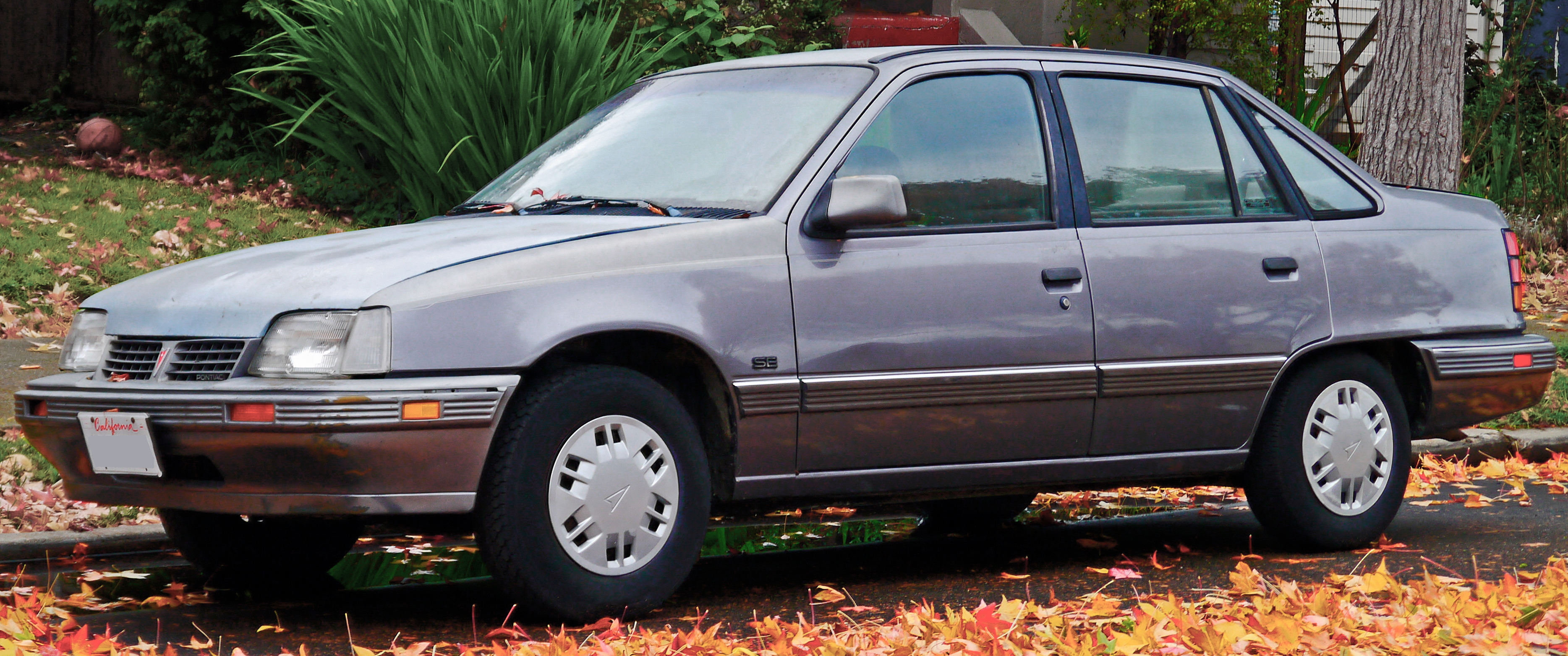
Pontiac LeMans (sedã)
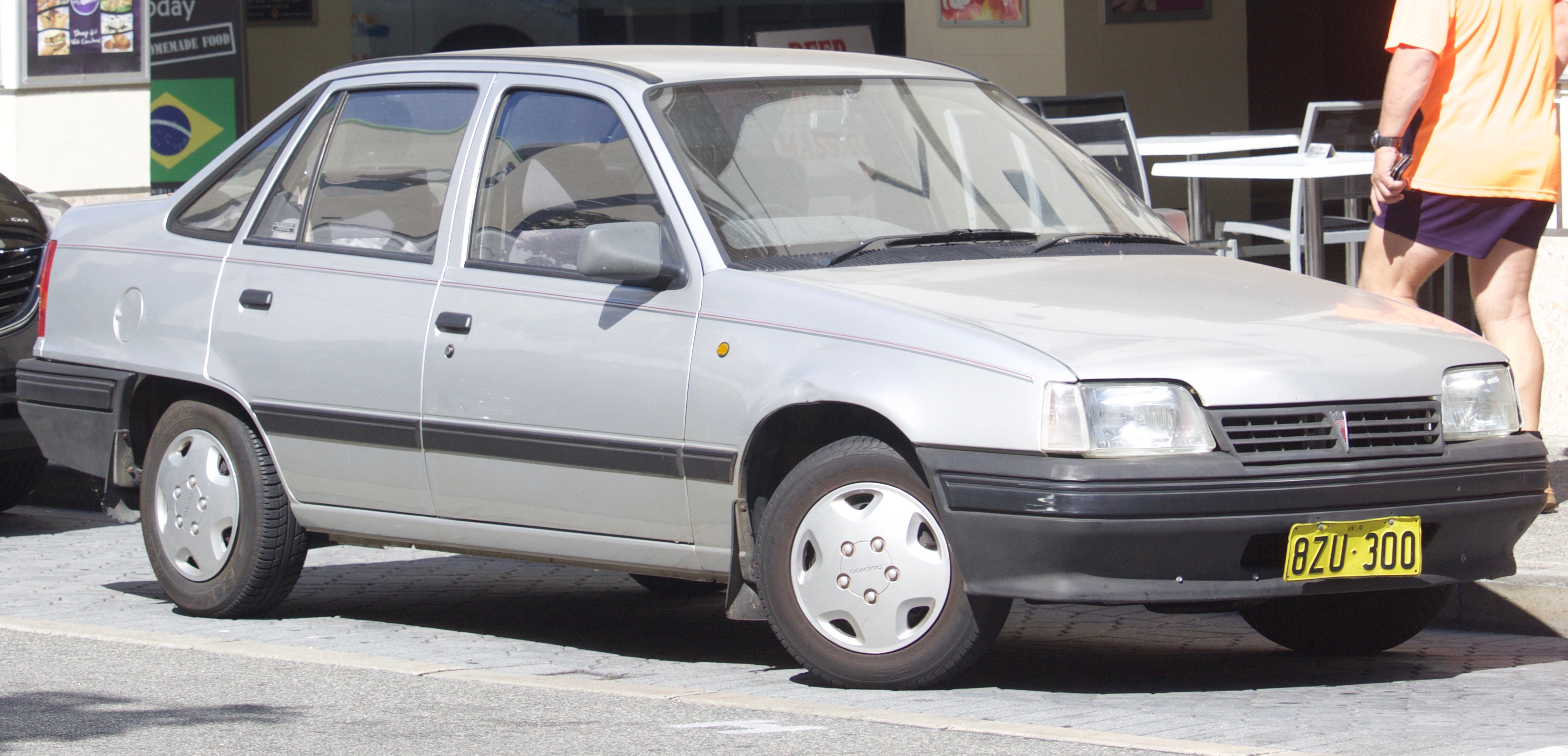
Daewoo 1.5i (sedã)
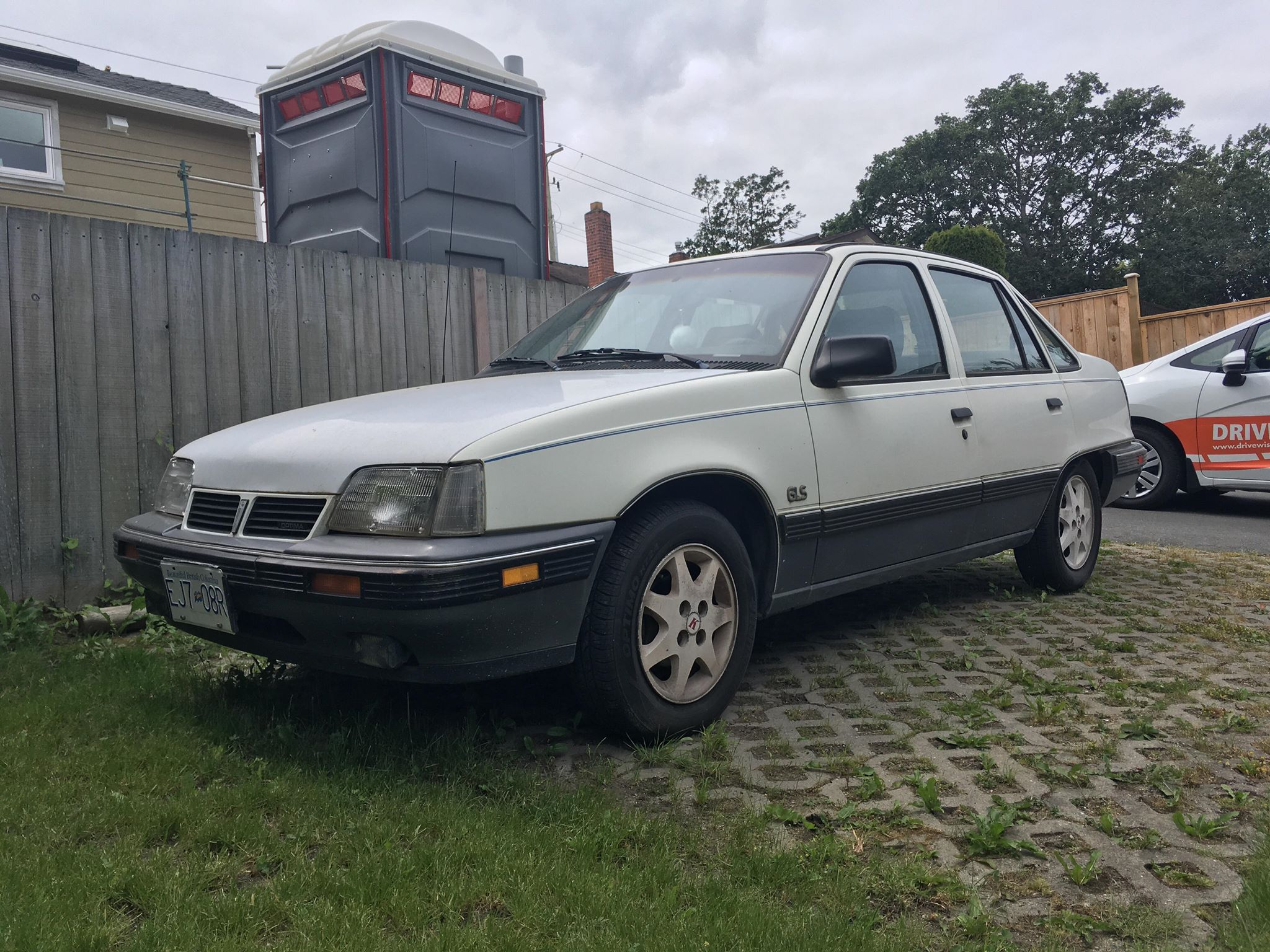
Passport Optima (sedã)
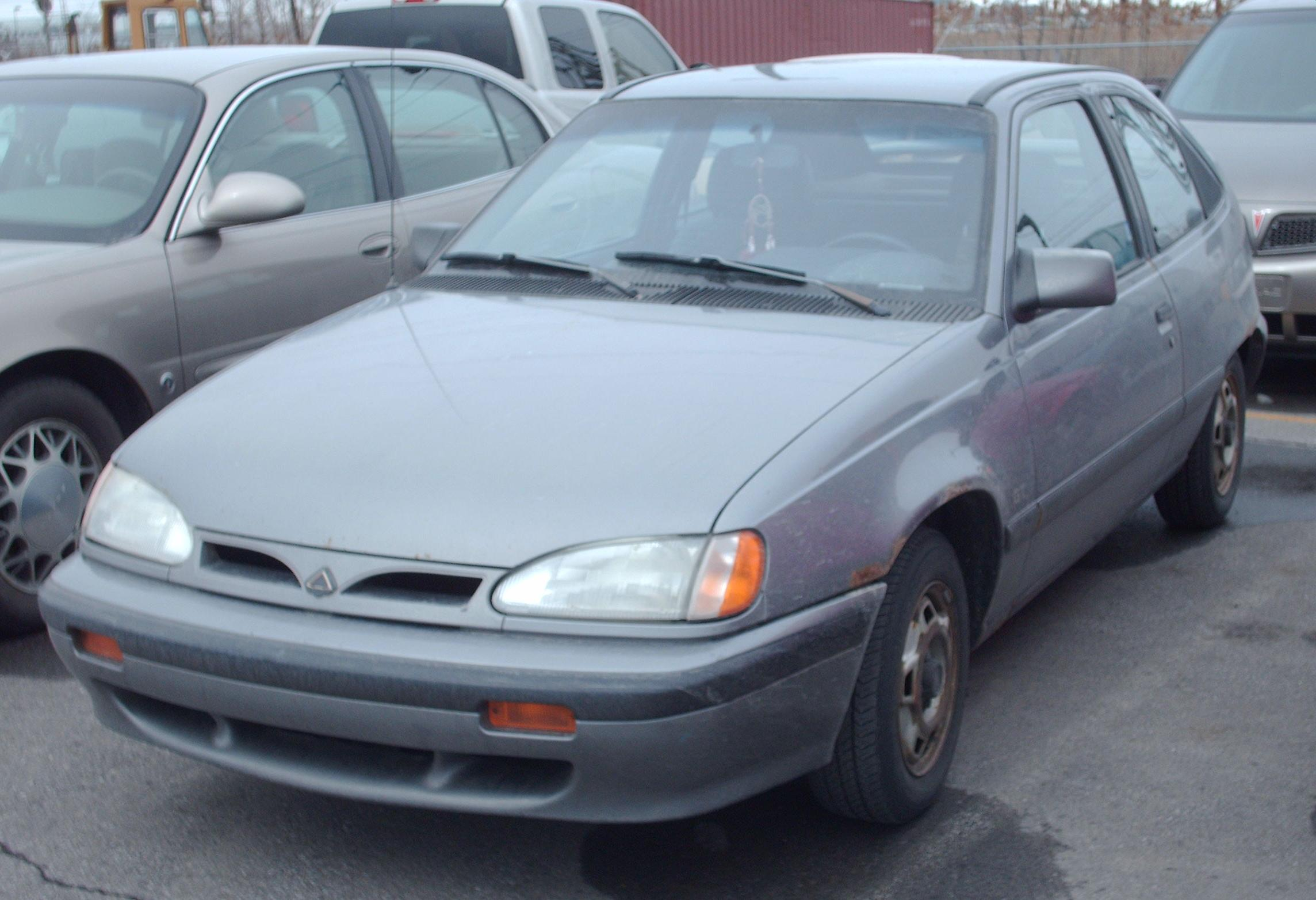
Asüna GT (Hatch)
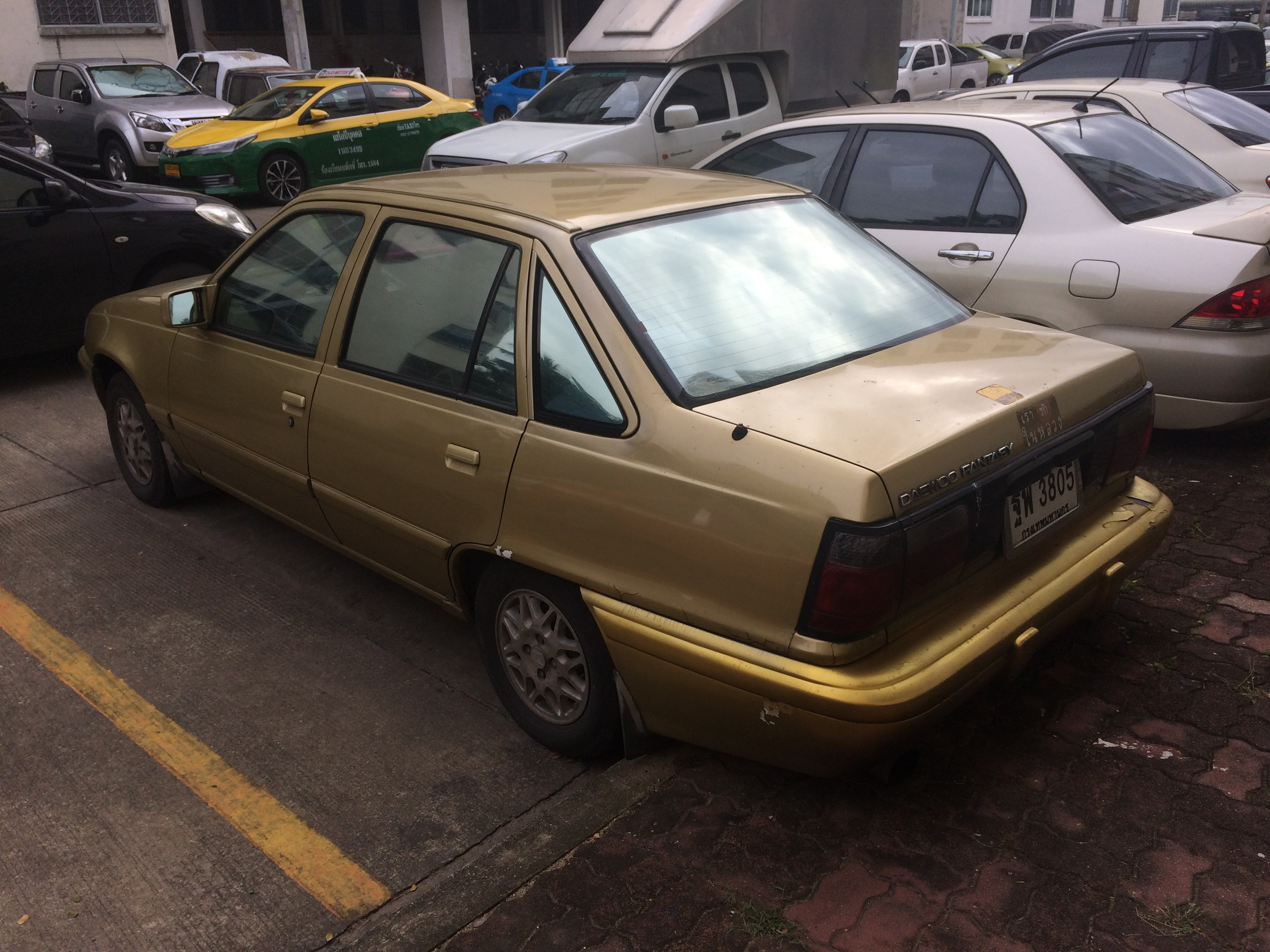
Daewoo Fantasy (sedã)

## Segunda Geração (Cielo; 1994)
O LeMans de segunda geração foi lançado em maio de 1994, disponibilizado como hatch de três portas e sedã de quatro portas com motores 1.5 8v e 1.5 16v. Esses novos modelos ainda eram baseados no Opel Kadett E (como parte da Plataforma T), porém, ao contrário do Kadett, o Cielo (bem como o LeMans) nunca teve uma versão perua.
Na Europa, o modelo foi nomeado como Daewoo Nexia, sendo construído na Polônia e Romênia. Em 1997, o Cielo foi substituído pelo Daewoo Lanos e pelo Daewoo Nubira.

### Europa Ocidental
No Reino Unido, a produção começou em janeiro de 1995. O modelo de entrada era o GLi, que incluía um motor 1.5 8v, assento traseiro rebatível, direção hidráulica, ABS e airbag para o motorista como equipamento de série. Calotas diferenciadas e transmissão automática eram opcionais no GLi. Essa versão era disponível para vendas empresariais e governamentais. A versão GLXi era a próxima na linha, com um motor 1.5 16v, retrovisores e vidros elétricos, calotas, trava elétrica e conta-giros eram equipamentos de série. Rodas de liga leve eram opcionais no GLXi. Apesar de certo sucesso, o Nexia foi vendido até dezembro de 1997 no Reino Unido.
Alguns mercados europeus tiveram modelos diferentes, como o Lifestyle e o Chess.
Nos países do Benelux, a produção começou em 1995. Os modelos eram o GL (com calotas simples, vidros e retrovisores manuais) e o GTX (com calotas especiais, ar condicionado, vidros e retrovisores elétricos, conta-giros). Tendo as especificações ETi e STi. Edições especiais incluíam a versão Sport, que tinha saias frontais, laterais e traseiras, assentos esportivos e rodas de liga leve. A produção nos países da Benelux terminou em 1997.

### Romênia
Em 1996, a produção começou na Romênia, nas instalações da Daewoo Automobile România (antiga Oltena) em Craiova, sendo o primeiro modelo da Daewoo produzido na Romênia. O Cielo foi inicialmente oferecido somente na versão sedã  e exportado para a Europa Central e Oriental. A versão GLE (modelo mais completo da linha), incluía ar condicionado, direção hidráulica, vidros elétricos, faróis de neblina, travas elétricas, conta-giros e rádio com toca-fitas. Os modelos para o mercado romeno não tinham ABS ou airbag.
Em 2000, a linha foi estendida com o modelo Executive, que vinha com uma grade diferenciada e elementos emprestados da versão GLX, como rodas 14'', freios a disco ventilados e motor com duplo comando de válvulas (DOHC)  e o distribuidor do Daewoo Lanos. Outra adição ao modelo 2000 do Cielo/Nexus foi um catalisador para adaptar o motor para o padrão de emissões Euro II.
Em 2004, devido a padrões de emissões mais estritos, começou a ser usado o motor 1.5 8v do Lanos, na qual era adaptado para o padrão Euro III. Durante os dois últimos anos da sua produção, foi feito um esforço para melhoras os equipamentos do Cielo, como um rádio com CD Player na versão Executive. O Cielo ficou em produção até 2007, sendo comercializado junto de seu sucessor, o Daewoo Nubira.

### Uzbequistão
No Uzbequistão, a UzDaewoo Auto continuou a construir a versão sedã de quatro portas do Nexia, iniciando a produção em junho de 1996. Na época, o carro vinha com motores 1.5 8v, 1.5 16v e 1.6 16v.
O Nexia foi produzido no Uzbequistão junto de outros modelos da Daewoo e Chevrolet, além de ser exportado para outros países, como Azerbaijão, Cazaquistão, Moldávia, Rússia e Ucrânia.
Uma reestilização do carro foi lançada em 2008, sendo chamada de Nexia II. Essa versão havia sido desenhada no Reino Unido, pela Concept Group International Ltd. em cooperação com a GM Uzbekistan. No Uzbequistão, o Nexia II foi disponibilizada pela Chevrolet, com alguns mercados de exportação (no CEI) continuando a receber os carros como Daewoo Nexia. A produção do Nexia no Uzbequistão terminou em 2016.

### Motores
| Modelo        | Anos      | Especificações              | Potência      |
| ------------- | --------- | --------------------------- | ------------- |
| Daewoo G15MF  | 1996-2000 | 1.498cc (1.5 L) I4 8v SOHC  | 55 cv (44 kW) |
| Daewoo A15MF  | 2000-2004 | 1.498cc (1.5 L) I4 16v DOHC | 89 cv (65 kW) |
| Daewoo A15SMS | 2004-2007 | 1.498cc (1.5 L) I4 8v SOHC  | 85 cv (62 kW) |

### Galeria

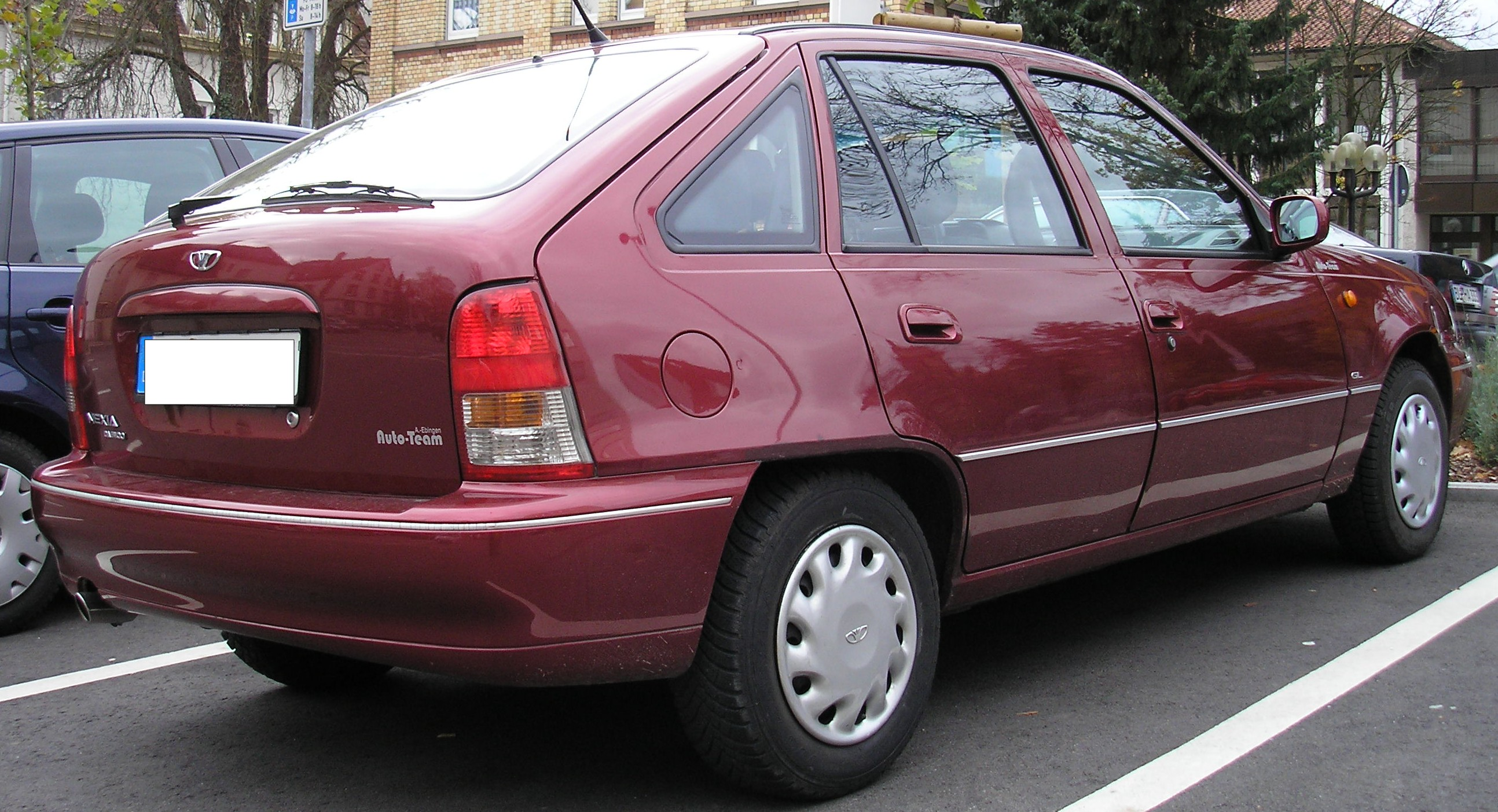
Daewoo Nexia (hatch de cinco portas)
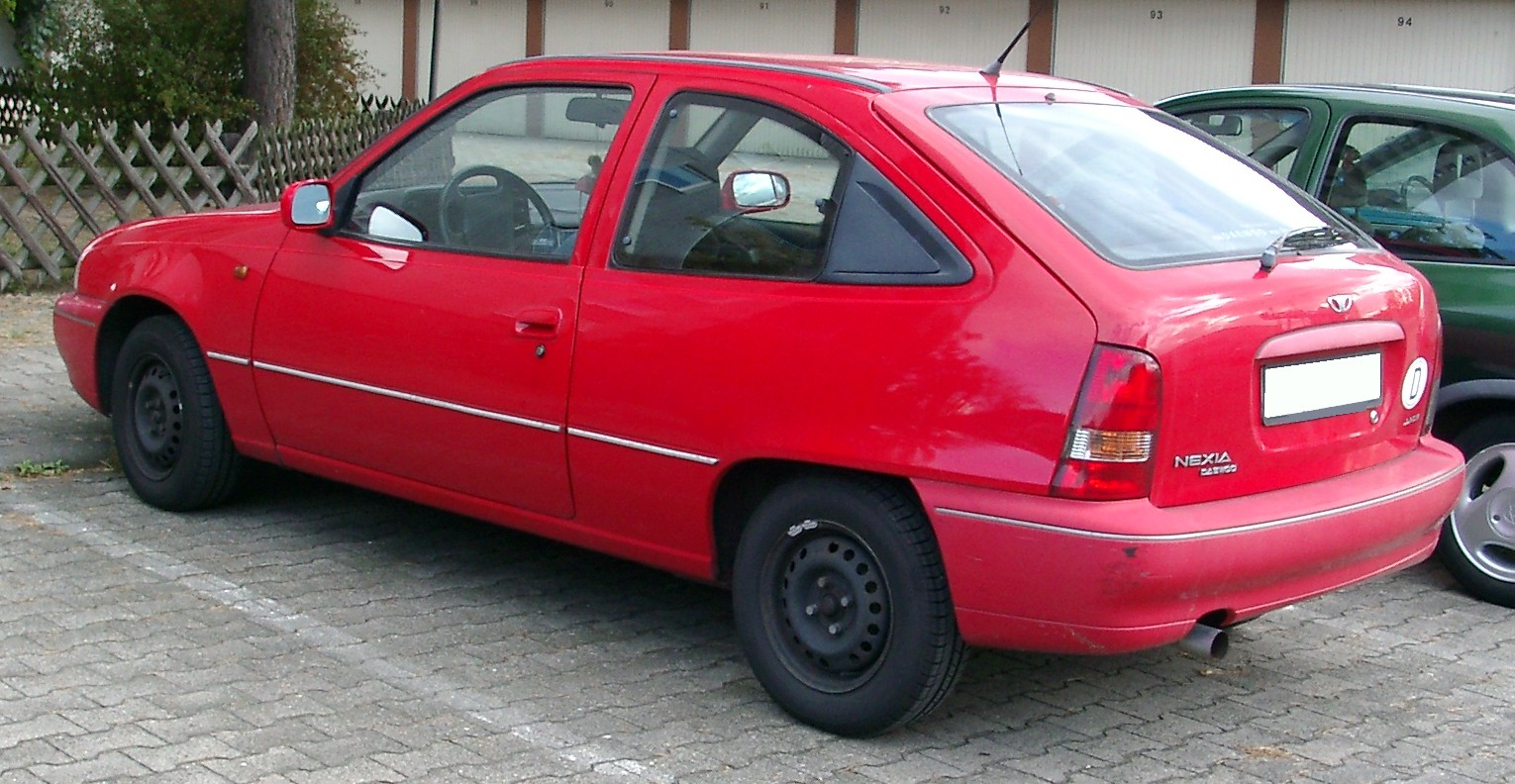
Daewoo Nexia (Hatch de três portas)
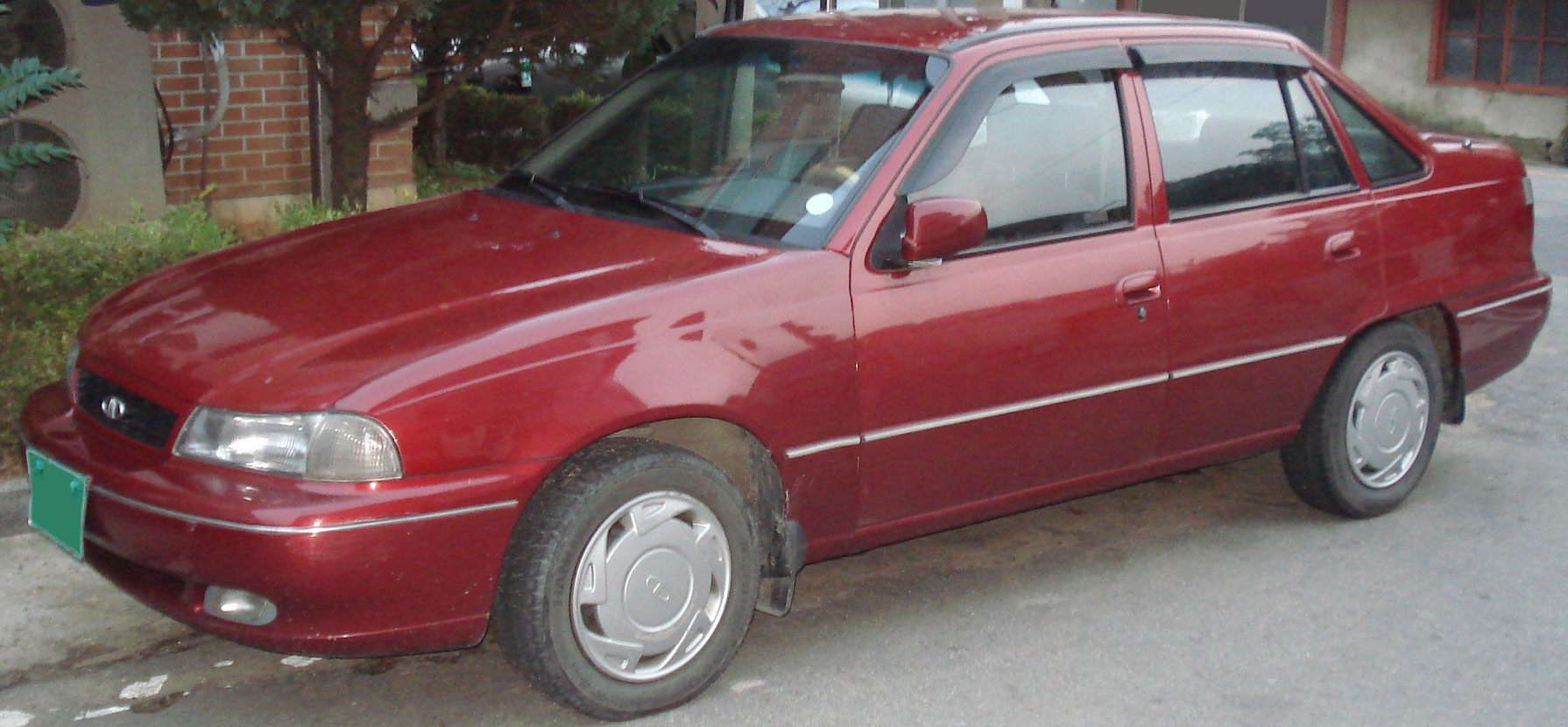
Daewoo Cielo (sedã de quatro portas)
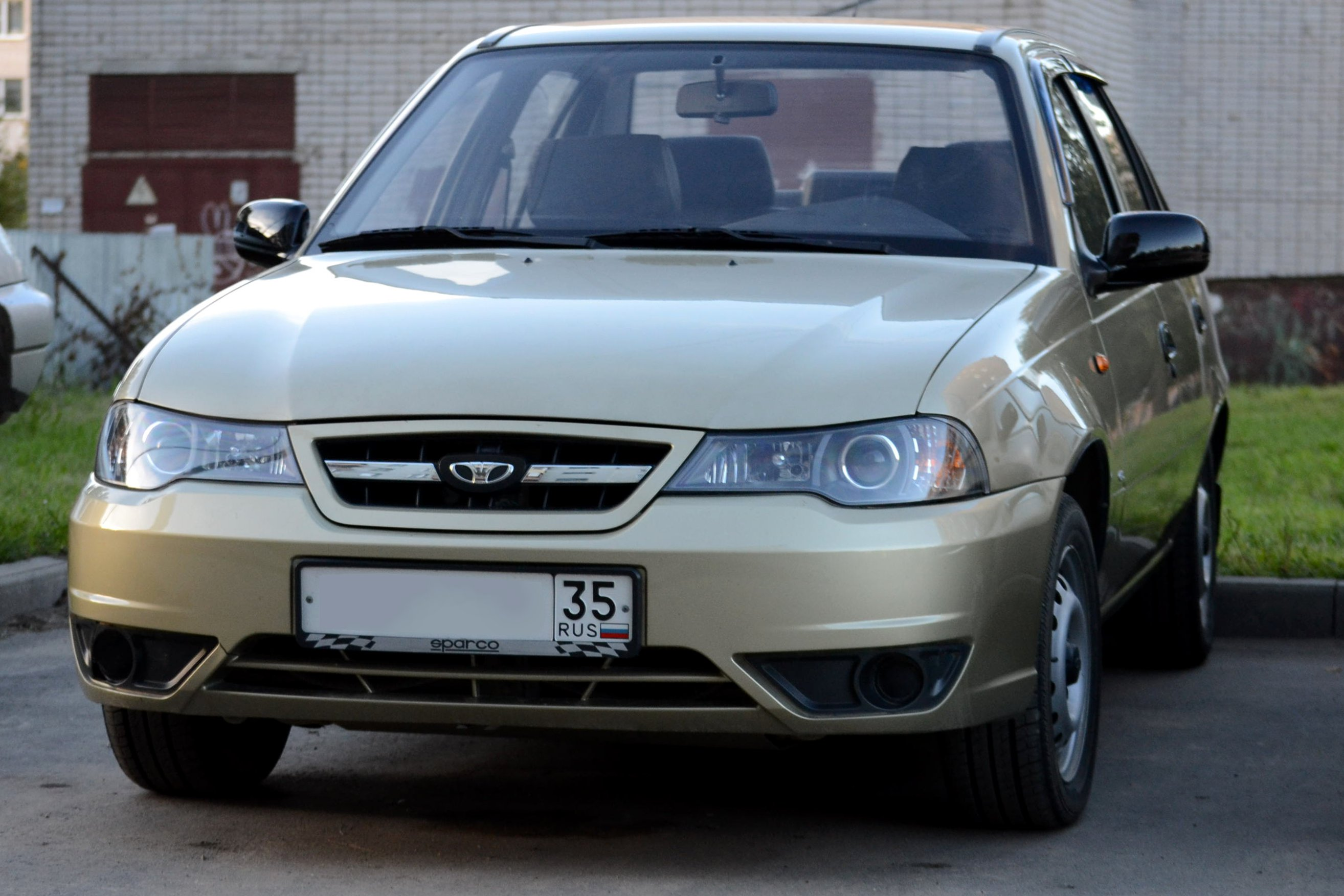
Daewoo Nexia II (Uzbequistão)